# Сліпченко Микола Федорович
Микола Федорович Слі́пченко (нар. 17 грудня 1909, Окни — пом. 2005) — український графік; член Спілки радянських художників України з 1939 року. Заслужений художник України з 1996 року.

## Біографія
Народився 4 [17] грудня 1909 року в селі Окнах (нині селище міського типу Одеської області, Україна). 1931 року закінчив Одеський художній інститут, де його викладачами були зокрема Володимир Мюллер, Михайло Жук, Володимир Заузе.
Після здобуття мистецької освіти два роки працував у місті Макіївці художником при будинку культури і керівником мистецького гуртка. Потім переїхав до міста Харкова, де працював художником над плакатом, оформленням та ілюструванням книжок у видавництвах «Мистецтво», «Український робітник», а також у редакції «Літературної газети».
1937 року переїхав до Києва, де співпрацював з видавництвами «Мистецтво», «Дніпро», «Молодь», «Радянський письменник», «Радянська жінка», «Радянська школа», а також із журналом «Україна» і газетою «Вечірній Київ». У 1939 році був членом оргкомітету по утворенню Спілки радянських художників України. Брав участь у німецько-радянській війні.
Жив у Києві, в будинку на провулку Народному, № 10, квартира 1. Помер у 2005 році.

## Творчість
Працював в галузі станкової графіки, плакат, книжкової ілюстрації. Серед робіт:
плакати
- «Єдиний фронт боротьби проти фашизму» (1937);
- «Переможцям слава!» (1945);
- «Американські мирні цілі: на словах і на ділі» (1964);

ілюстрації
- до поеми «Батьки й сини» Миколи Бажана (Київ, 1957);
- «Оповідання і повісті» Марка Вовчка (Київ, 1962);

станкові твори
- серія «Німецькі окупанти в Україні» (1945—1946, акварель);
- «Михайло Коцюбинський на могилі Тараса Шевченка» (1949, олія, вугілля; Національний музей Тараса Шевченка);
- «На могилу великого Кобзаря» (1964, кольорова ліногравюра);
- «Зустріч домовини з тілом Тараса Шевченка в Києві» (1964, кольорова ліногравюра);
- «З поля» (1967, кольорова ліногравюра);
- «На майдані коло церкви революція іде» (1969, ліногравюра);
- «Тарас Шевченко з рибалками» (1989);
- «Ганебний 33-й рік» (1991);
- «У травні 1945 року» (1995).

Автор картини «Похорон Тараса Шевченка в Каневі» (1960—1961).
Брав участь у республіканських виставках з 1937 року. У 1972 році у місті Котовську відбулася його перша персональна виставка. Наступні персональні виставки пройшли у Києві у 1997, 1999 і 2002 роках. Дві — у Музеї книги та друкарства України і одна у Національній академії внутрішніх справ України. З 22 грудня 2019 року по 15 січня 2020 року в Музеї гетьманства відбулася посмертна виставка — «Різнобарвний світ очима митця».